# Cephaloschiza barbata
Cephaloschiza barbata är en skalbaggsart som beskrevs av Decelle 1979. Cephaloschiza barbata ingår i släktet Cephaloschiza och familjen Melolonthidae. Inga underarter finns listade.